# Anja Pärson
Anja Pärson, née le 25 avril 1981 à Umeå, est une skieuse alpine suédoise. Gagnante du classement général de la Coupe du monde en 2004 et 2005 puis championne olympique de slalom en 2006, elle a également remporté sept titres de championne du monde entre 2001 et 2007 dans les cinq disciplines du ski alpin, un exploit unique.
Très précoce et entraînée par son père, elle remporte sa première victoire en Coupe du monde de ski alpin à 17 ans et son premier titre mondial à 19 ans. Spécialiste des épreuves techniques (slalom et slalom géant) au début de sa carrière, elle devient de plus en plus polyvalente et évolue progressivement vers les épreuves de vitesse (descente et super G). Elle fait partie des rares skieuses à avoir remporté au moins une victoire en coupe du monde dans les cinq disciplines du ski alpin et est la seule hommes et femmes confondus qui a été championne du monde dans les cinq épreuves (slalom en 2001, slalom géant en 2003 et 2005, super G en 2005 et 2007, descente en 2007 et super-combiné en 2007).
Comptant également quatorze saisons disputées consécutivement, 42 victoires en coupe du monde et deux gros globes de cristal, Anja Pärson est l'une des meilleures skieuses de l'histoire ; sa rivalité avec Janica Kostelić, à son apogée au milieu des années 2000, est considérée comme l'une des plus importantes du ski alpin.

## Biographie

### Jeunesse et débuts (1998-1999)
Née en 1981 à Umeå, Anja Pärson découvre le ski par sa sœur Frida. Elle est d'origine same. Elle grandit à Tärnaby et fréquente le club de ski de Tärna IK Fjällvinden, où était notamment passé Ingemar Stenmark, l'un des plus grands champions de l'histoire du ski alpin (2 titres olympiques, 5 titres mondiaux, 86 victoires en coupe du monde et 3 gros globes de cristal). Entraînée par son père Anders, elle commence sa carrière professionnelle en 1998. Après de nombreuses victoires sur le circuit junior et en coupe d'Europe, elle remporte l'épreuve de slalom géant aux championnats du monde junior de 1998. Elle fait ses débuts en coupe du monde en 1998 lors d'un slalom géant à Crans-Montana. En 1999, à seulement 17 ans, elle décroche sa première victoire en coupe du monde lors du slalom de Mammoth Mountain. Grâce à trois autres podiums dans la discipline, à Veysonnaz, Sankt Anton et Åre, elle termine troisième du classement de la spécialité dès sa première saison complète. En revanche, ses premiers championnats du monde, en 1999, se soldent par deux abandons en slalom et en géant. Elle se rattrape aux championnats du monde juniors en remportant l'épreuve de slalom.

### Premiers succès (2000-2002)
Lors de la saison 2000, Anja Pärson confirme ses bonnes performances en slalom : si elle ne remporte pas de victoire, elle monte sur le podium à quatre reprises et termine une nouvelle fois troisième du classement de la spécialité. De plus, elle s'affirme comme un grand espoir du ski alpin en remportant deux titres (slalom et géant) et une troisième place (super G) aux championnats du monde juniors 2000. Elle commence l'hiver 2001 par des performances en slalom inférieures aux années précédentes, la discipline étant nettement dominée par la jeune Croate Janica Kostelić (8 victoires, record sur une saison). Elle développe toutefois ses aptitudes en géant, montant cinq fois sur le podium pour décrocher la deuxième du classement de la discipline. En revanche, elle réalise un excellent slalom aux championnats du monde 2001 : profitant de conditions climatiques favorables pour remporter largement la première manche, elle contrôle dans la deuxième et s'offre son premier titre de championne du monde à seulement 19 ans. Elle devient la plus jeune skieuse à décrocher une médaille d'or mondiale et déclare que c'est « l'un de ses plus grands rêves qui se réalise ». Deux jours plus tard, elle récolte aussi une médaille de bronze en slalom géant et évite à la Suède de rentrer bredouille.
Pärson commence 2002 en faisant honneur à son titre de championne du monde de slalom : après un abandon lors de la première manche de la saison, elle s'impose quatre fois de suite dans la discipline en gagnant à Sestrières, à Lienz, puis deux fois à Maribor,. Trois podiums supplémentaires en slalom géant, à Val-d'Isère, Lienz et Åre, lui donnent l'ambition de remporter les deux titres aux Jeux olympiques de Salt Lake City. Elle doit toutefois se contenter de l'argent en géant et du bronze en slalom car Janica Kostelić, malgré une saison en coupe du monde gâchée par les blessures, s'adjuge les deux épreuves et remporte en tout quatre médailles dans ces Jeux. Pärson félicite sa rivale : « Je me demande si elle est humaine. Ce qu'elle a déjà réalisé à son âge est tout simplement ahurissant. [...] C'est une très grande skieuse et la force mentale dont elle fait preuve est incroyable. » Après cette relative contre-performance, Pärson échoue aussi à la troisième place du classement du slalom alors qu'elle était en tête au milieu de l'hiver. Mais grâce à une autre troisième place au classement du géant, elle se classe cinquième au général de la coupe du monde, meilleur résultat de sa carrière.

### Domination des épreuves techniques (2003-2004)
Anja Pärson entame la saison 2003 parmi les prétendantes au globe de cristal, malgré le retour en forme de Janica Kostelić, vainqueur en 2001 et détentrice de trois titres olympiques. Pärson mise notamment sur les épreuves techniques, le slalom et le géant, dans lesquelles elle a toujours obtenu ses meilleures performances. Elle remporte le slalom d'Aspen puis le premier KO slalom (un slalom parallèle) disputé en coupe du monde, à Sestrières. Dans la deuxième partie de l'hiver, elle obtient le premier succès de sa carrière en slalom géant dans la station de Cortina d'Ampezzo, puis récolte deux victoires à Maribor (géant et slalom), comme l'année précédente. Une semaine après ces victoires, elle décroche son premier titre de championne du monde de slalom géant avec une avance de plus d'une seconde et demie sur sa dauphine. En slalom, deux ans après son titre, elle échoue à un dixième du podium et prend la quatrième de la course remportée par Kostelić. Une nouvelle victoire en géant, à Åre, lui permet de remporter son premier globe de cristal en devançant d'un point Karen Putzer au classement de la discipline. Elle améliore aussi son meilleur classement en slalom, terminant deuxième derrière Kostelić, et monte pour la première fois sur le podium du classement général, derrière Kostelić et Putzer.
Pärson commence la saison 2004 sur la lancée de l'hiver précédent, terminant deuxième à Sölden puis remportant le géant et le slalom à Park City pour s'emparer de la tête du classement général pour la première fois de sa carrière,. Janica Kostelić, tenante du gros globe de cristal, étant absente cette saison en raison d'une blessure à un genou, Renate Götschl, qui domine les épreuves de vitesse autant que Pärson maîtrise les épreuves techniques, devient sa plus grande rivale pour le titre. Dans cet hiver sans Jeux olympiques ni mondiaux, Pärson gagne six des dix slaloms de la saison, dont quatre consécutifs, à Lienz, Megève, Maribor et Zwiesel. Ses performances en géant sont du même niveau : elle remporte cinq des huit manches disputées, dont les quatre dernières. Deux doublés slalom-slalom géant, à Maribor (où elle est invaincue depuis trois ans) puis à Zwiesel, où elle remporte officiellement les globes de cristal des deux disciplines, lui permettent d'être idéalement placée pour remporter le classement général de la coupe du monde, même si elle assure « ne pas y penser et prendre les courses comme elles viennent ». Deux nouvelles victoires en géant, à Åre et Sestrières, lui garantissent finalement son premier gros globe de cristal avec plus de 200 points d'avance sur Renate Götschl.

### Au sommet du ski mondial: rivalité avec Janica Kostelić (2005-2006)

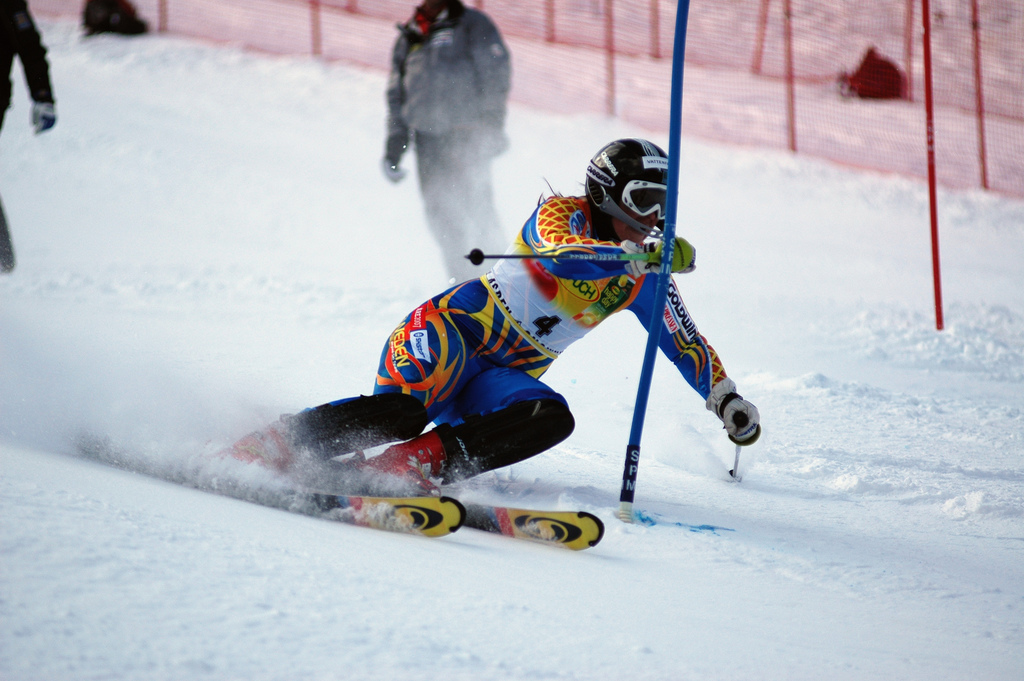
Anja Pärson dans le slalom d'Aspen en 2006

Pour Anja Pärson, l'hiver 2005 commence comme s'était terminé l'hiver 2004 : par une victoire en slalom géant. Grâce à son succès dans la manche inaugurale à Sölden, elle totalise cinq victoires consécutives dans la discipline et égale le record établi par Sonja Nef en 2001. Elle manque néanmoins de la battre puisqu'elle termine deuxième du géant suivant à Aspen, à moins d'un dixième de Tanja Poutiainen. Si la suite de son hiver est moins faste que l'année précédente en nombre de victoires, elle réussit à devenir plus polyvalente et à obtenir de meilleures performances dans les épreuves de vitesse, notamment en super G en montant sur le podium de celui de Cortina d'Ampezzo. Et malgré sa première défaite en trois ans à Maribor dans le géant, elle se rattrape le lendemain en s'adjugeant le slalom. Aux championnats du monde 2005, à Bormio, elle ajoute trois médailles à son palmarès : elle commence par décrocher au meilleur moment la première victoire de sa carrière en super G, puis prend la deuxième place du combiné derrière Kostelić, intouchable dans cette discipline, avant de défendre avec succès son titre en slalom géant. Sa rivalité avec la skieuse croate est alors à son acmé : en plus de décrocher à elles deux les cinq médailles mises en jeu, elles se livrent une bataille très serrée en coupe du monde. La nouvelle polyvalence de Pärson lui permet de prendre un avantage sur sa rivale : elle remporte en effet les premiers succès de sa carrière en coupe du monde en super G et en descente lors du week-end de San Sicario,,. Le globe de cristal se joue finalement lors de la dernière course de la saison : le géant des finales disputées à Lenzerheide. Les deux concurrentes obtiennent des résultats décevants mais Pärson réussit à conserver trois points d'avance sur Kostelić pour remporter sa deuxième coupe du monde d'affilée sur le plus petit écart de l'histoire de la compétition. Si sa rivale dit qu'elle « aurait préféré perdre de cent points » mais tente d'atténuer sa déception en rappelant que, « blessée et malade, elle n'avait même pas pu courir la saison dernière », Pärson se réjouit d'avoir eu à affronter plus d'adversité, malgré la perte de ses globes en slalom et en géant : « Cette saison, j'ai dû me battre jusqu'au bout. »
La saison 2006 s'annonce comme une deuxième manche entre les deux skieuses. Dès le traditionnel slalom géant inaugural de Sölden, elles montent toutes deux sur le podium derrière Tina Maze. Au cours de l'hiver, malgré la domination de Michaela Dorfmeister dans les épreuves de vitesse (globes de la descente et du super G), elles se livrent un véritable duel au sommet, remportant à elles deux près de la moitié des épreuves (17 sur 36). Pärson domine le début de saison, s'imposant aux slaloms d'Aspen et de Špindlerův Mlýn, aux géants de Lienz et d'Ofterschwang, à la descente de Bad Kleinkirchheim et au super G de Cortina d'Ampezzo. La saison de coupe du monde est coupée en deux par les Jeux olympiques de Turin où Pärson obtient deux médailles de bronze, en descente et en combiné, avant de remporter son premier (et unique) titre olympique en s'adjugeant le slalom. Si c'est Michaela Dorfmeister, vainqueur de la descente et du super G, qui brille le plus dans ces Olympiades, la fin de saison est bien marquée par un duel Pärson-Kostelić, finalement remporté par la Croate qui maîtrise mieux la fin de saison. Malgré deux dernières victoires, lors du slalom de Levi et de la descente d'Åre, et le meilleur total de points de sa carrière, Anja Pärson s'incline dans la lutte au gros globe de cristal. En effet, Janica Kostelić réalise l'exploit de s'imposer au moins une fois dans chacune des cinq disciplines au cours de l'hiver, ce que seule Petra Kronberger avait réussi auparavant, et bat le record de points en une saison précédemment détenu par Pernilla Wiberg,. Après sa défaite de trois points de l'année précédente, elle s'impose avec plus de 300 points d'avance (1970 contre 1662) et prend une éclatante revanche sur la Suédoise, qui se console avec le globe du slalom géant, soulignant qu'il était « très important pour elle de remporter un globe cette année ».

### Années difficiles (2007-2010)

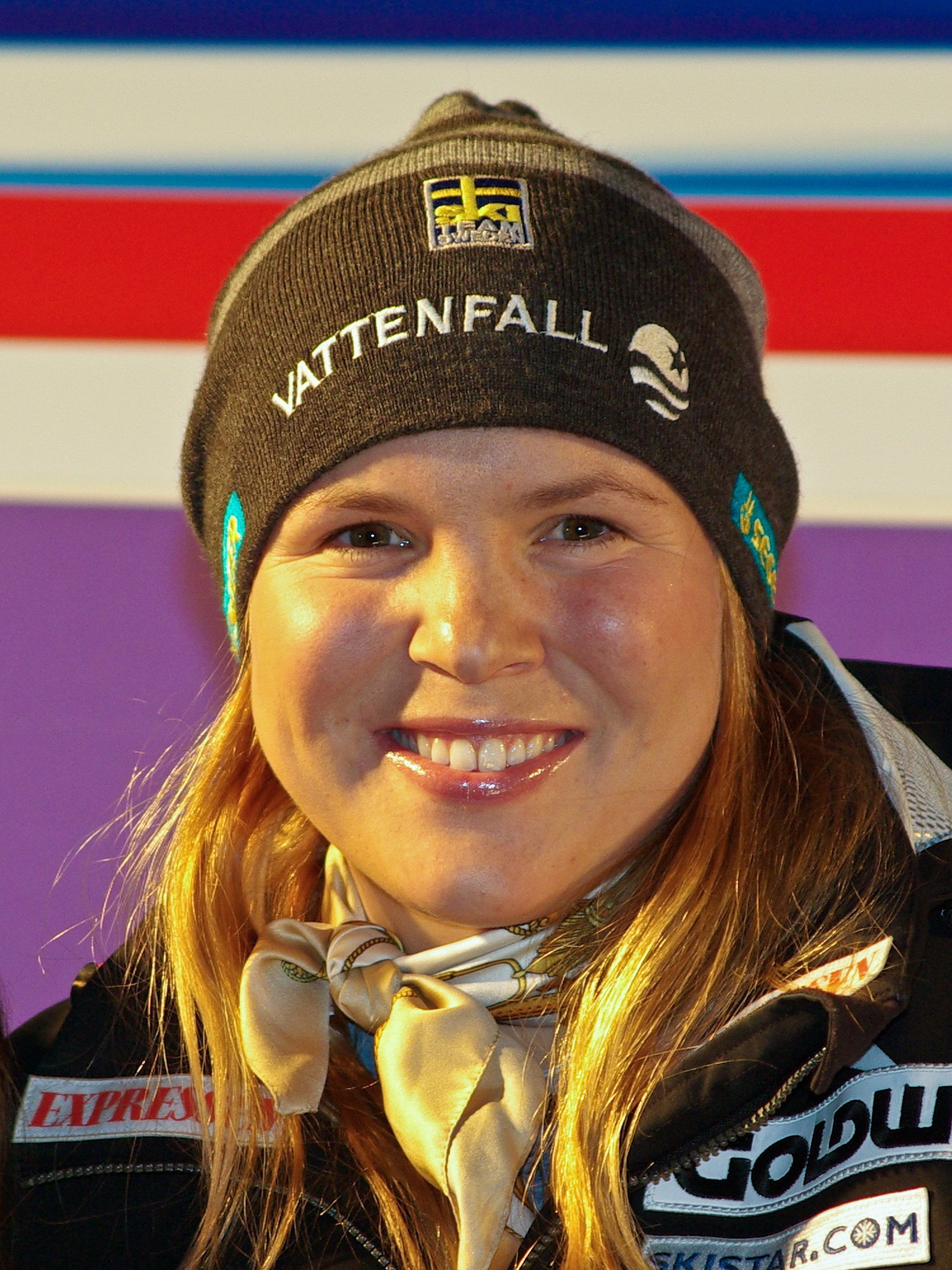
Anja Pärson en 2008

Après une opération au genou gauche à l'intersaison, Anja Pärson peine à retrouver son niveau de l'hiver précédent. Elle obtient ses pires résultats depuis le début de sa carrière dans les épreuves techniques et progresse peu dans les épreuves de vitesse, ne décrochant que deux troisièmes places en trois mois, lors des descentes de Lake Louise et de Val-d'Isère. Alors qu'elle partait favorite en début de saison, après la retraite anticipée de sa rivale Janica Kostelić, pour remporter un troisième globe de cristal, les attentes du public sont moindres à l'aube des championnats du monde 2007 qu'elle dispute dans son pays, à Åre. C'est alors qu'elle réalise alors une performance exceptionnelle : en une semaine, elle enlève le super G, le super-combiné et la descente, devenant la première skieuse de l'histoire à remporter une médaille d'or mondiale dans les cinq disciplines du ski alpin. En coupe du monde, elle attend les finales de Lenzerheide pour récolter son premier succès de la saison lors du super G et se classe finalement cinquième au général. Sa transition progressive des épreuves techniques vers les épreuves de vitesse lui fait connaître la première saison de sa carrière sans terminer dans les trois premières d'aucune discipline.
Pärson commence la saison 2008 de la même manière que la précédente mais réalise un coup d'éclat lors du week-end de Saint-Moritz où elle s'adjuge descente et super G et prend la tête de la coupe du monde pour la première fois depuis 2006. Même si elle rentre souvent dans le top dix, son hiver est de nouveau pauvre en podiums : elle ne termine dans les trois premières que lors de la descente de Cortina d'Ampezzo et le combiné de Whistler. Le point culminant de sa saison est sa victoire au combiné de Crans-Montana : elle figure désormais parmi les cinq skieuses ayant remporté au moins une épreuve de coupe du monde dans chaque discipline au cours de leur carrière (les autres sont Petra Kronberger, Pernilla Wiberg, Janica Kostelić et Lindsey Vonn). Même si elle reste loin des globes de descente et de super G, elle continue de progresser dans les épreuves de vitesse, au détriment des épreuves techniques où elle obtient des résultats encore moins bons que la saison précédente. Elle achève l'hiver sur une sixième place au classement général, plus de 400 points derrière Lindsey Vonn qui obtient son premier gros globe de cristal.
Anja Pärson change de skis à l'intersaison, abandonnant les Salomon pour les Head, et déclare vouloir « remporter à nouveau le globe de cristal avec son nouvel équipement ». Après un début de saison correct, éclipsé toutefois par les performances de Lindsey Vonn et Maria Höfl-Riesch, elle signe sa première victoire de la saison 2009 lors du super-combiné de Saint-Moritz qu'elle considère « presque comme une course à domicile ». Mais elle ne parvient pas à confirmer et, malgré quelques podiums, est rapidement distancée dans la course au globe de cristal. Elle remporte la quarantième victoire de sa carrière lors de la descente d'Altenmarkt mais reconnaît qu'elle n'a plus la même motivation : « Après dix ans sur le circuit, la motivation est souvent mon problème mais cette victoire prouve que je suis en forme et que mon équipement est au point ». En réalité, elle réalise une saison semblable à celle de 2007, où elle avait connu des mondiaux fastes au cœur d'un hiver décevant. Mais ce n'est plus le cas en 2009 : elle ne réussit à défendre aucun de ses trois titres et repart des championnats du monde sans médaille pour la première fois depuis dix ans. Elle arrive toutefois à relever la tête en Coupe du monde : même si elle ne retrouve pas son niveau de 2006, elle termine troisième du classement général et s'offre même le globe de cristal du combiné.
Pour Anja Pärson, le début de la saison 2010 est marqué tant par des places d'honneur dans toutes les disciplines que par des chutes, dont une lors du super G de Val-d'Isère. Au mois de janvier, à Haus im Ennstal, elle termine deuxième de la descente et du super G, à chaque fois derrière l'intouchable Lindsey Vonn, et déclare qu'elle « espère pouvoir décrocher quelques médailles à Vancouver. » Après un nouveau podium lors du géant de Maribor et deux troisièmes places à Cortina d'Ampezzo lors d'une descente et d'un super G une nouvelle fois dominés par Vonn, elle remporte le super-combiné de Saint-Moritz, dernière étape des skieuses avant les Jeux olympiques. Lors de l'épreuve de descente des Jeux, elle fait un saut de 60 mètres de long sur la dernière bosse du tracé mais manque son atterrissage et réalise une chute spectaculaire. Même si elle s'en tire sans dommage important, sa participation à la suite des épreuves est compromise, au point que son entraîneur annonce son forfait pour le combiné qui a lieu le lendemain. Elle décide cependant de s'aligner au départ et parvient à remporter la médaille de bronze, sa sixième et dernière aux Jeux olympiques, égalant le record établi par son ancienne rivale Janica Kostelić. Tout à sa joie, elle déclare : « Cinq minutes avant le départ, je ne savais pas si j'allais participer. [...] Je suis très contente d'avoir pris la décision de courir. Je voulais passer ce saut sur le bas de la piste. Pour moi, cela aurait été très difficile de supporter l'idée que je ne l'avais pas fait. [...] Je me sens fatiguée mais je suis heureuse, ce fut un grand combat et beaucoup d'émotion pour surpasser cela. » En fin de saison, elle termine troisième de la descente de Garmisch et se classe troisième du classement de la discipline. Alors qu'elle excellait dans les épreuves techniques au début de sa carrière, elle réalise désormais ses meilleures performances dans les épreuves de vitesse mais reste une skieuse très polyvalente, comme en témoignent sa deuxième place au classement du combiné et sa troisième position au classement général.

### Fin de carrière (2011-2012)
Victime de nombreuses chutes au cours de la saison 2010, Anja Pärson envisage un temps de mettre un terme à sa carrière mais décide finalement de continuer en 2011. Au mois de décembre, elle dispute surtout des épreuves techniques et obtient des résultats en demi-teinte ; en revanche, elle commence l'année 2011 par un podium lors de la descente de Zauchensee. Dès lors, elle ne s'aligne presque plus en slalom et en géant, se focalisant sur les épreuves de vitesse. Elle décroche une nouvelle deuxième place au super G de Cortina d'Ampezzo et fait une pause de deux semaines pour arriver aux Championnats du monde de Garmisch dans les meilleures dispositions. Elle y remporte sa dernière médaille dans un grand championnat en terminant troisième du combiné, comme à Vancouver un an plus tôt. En fin de saison, malgré une nouvelle chute à Åre, elle remporte la descente de Tarvisio, sa dernière victoire en Coupe du monde,. Au terme de cette saison, Pärson reste la skieuse la plus titrée en activité avec 42 victoires en Coupe du monde (contre 41 pour Lindsey Vonn) et malgré sa huitième position au classement général, son plus mauvais résultat depuis dix ans, elle décide de poursuivre l'aventure une année de plus.
À l'aube de la saison 2012, sa quatorzième consécutive, Anja Pärson a subi de nombreuses blessures et n'a plus l'énergie nécessaire pour renouveler ses performances passées. Elle traverse l'hiver sans monter sur le podium et en terminant rarement dans le top dix, comme en témoigne son meilleur classement de la saison, une huitième place obtenue lors de sa dernière course, le super G des finales de Schladming. Elle annonce sa retraite en mars 2012, à presque 31 ans, fière de ce qu'elle a accompli au cours d'une carrière très riche : « Aujourd'hui, j'ai atteint un stade de ma vie où mon corps et ma tête disent stop. [...] Ma carrière a été fantastique. J'ai réussi plus de choses que j'en avais rêvées. »,.
Anja Pärson détient le record féminin de médailles olympiques, à égalité avec sa plus grande rivale Janica Kostelić, avec un total de six podiums. Au cours de sa carrière, elle a également remporté treize médailles aux championnats du monde dont sept titres. À titre indicatif, le Norvégien Kjetil André Aamodt a amassé, dans les compétitions masculines, huit médailles olympiques dont quatre titres, ainsi que douze médailles mondiales dont cinq en or.
Le 23 juin 2012, Pärson officialise son homosexualité à la radio publique suédoise. Elle annonce qu'elle est en couple depuis 2005 avec une amie, Filippa, et que les deux femmes ont un projet de maternité. Le 6 juillet, elle annonce être devenue mère d'un petit garçon.

## Palmarès

### Jeux olympiques d'hiver
| Épreuve / Édition | Salt Lake City 2002 | Turin 2006 | Vancouver 2010 |
| Descente          | -                   | Bronze     | Abandon        |
| Super G           | -                   | 12e        | 11e            |
| Slalom géant      | Argent              | 6e         | 22e            |
| Slalom            | Bronze              | Or         | Abandon        |
| Combiné           | -                   | Bronze     | Bronze         |

### Championnats du monde
| Épreuve / Édition | Vail 1999 | Sankt Anton 2001 | Saint-Moritz 2003 | Bormio 2005 | Are 2007 | Val d'Isère 2009 | Garmisch 2011 |
| Descente          | -         | -                | -                 | 7e          | Or       | 12e              | 11e           |
| Super G           | -         | -                | -                 | Or          | Or       | Abandon          | 10e           |
| Slalom géant      | Abandon   | Bronze           | Or                | Or          | Abandon  | 15e              | 9e            |
| Slalom            | Abandon   | Or               | 4e                | Abandon     | Bronze   | 9e               | -             |
| Combiné           | -         | -                | -                 | Argent      | Or       | Abandon          | Bronze        |
| Coupe des nations | -         | -                | -                 | -           | Argent   | -                | Bronze        |

### Coupe du monde
- Vainqueur du classement général en 2004 et 2005.
- Vainqueur du classement du slalom géant en 2003, 2004 et 2006.
- Vainqueur du classement du slalom en 2004.
- Vainqueur du classement du super-combiné en 2009.
- 91  podiums dont 42 victoires (18 en slalom, 11 en géant, 6 en descente, 4 en super G, 3 en super-combiné).

#### Différents classements en Coupe du monde
| Saison / Épreuve | Saison / Épreuve | Général | Général | Descente | Descente | Super G | Super G | Géant  | Géant  | Slalom | Slalom | Combiné | Combiné |
| ---------------- | ---------------- | ------- | ------- | -------- | -------- | ------- | ------- | ------ | ------ | ------ | ------ | ------- | ------- |
| Saison / Épreuve | Saison / Épreuve | Class.  | Points  | Class.   | Points   | Class.  | Points  | Class. | Points | Class. | Points | Class.  | Points  |
| 1999             | 1999             | 12e     | 566     | -        | -        | -       | -       | 12e    | 192    | 3e     | 374    | -       | -       |
| 2000             | 2000             | 8e      | 704     | -        | -        | 39e     | 28      | 15e    | 177    | 3e     | 499    | -       | -       |
| 2001             | 2001             | 11e     | 643     | -        | -        | -       | -       | 2e     | 408    | 10e    | 235    | -       | -       |
| 2002             | 2002             | 5e      | 840     | -        | -        | -       | -       | 3e     | 360    | 3e     | 480    | -       | -       |
| 2003             | 2003             | 3e      | 1042    | -        | -        | 34e     | 30      | 1re    | 514    | 2e     | 498    | -       | -       |
| 2004             | 2004             | 1re     | 1561    | 42e      | 17       | 15e     | 144     | 1re    | 630    | 1re    | 770    | -       | -       |
| 2005             | 2005             | 1re     | 1359    | 8e       | 209      | 4e      | 359     | 2e     | 410    | 6e     | 301    | 2e      | 80      |
| 2006             | 2006             | 2e      | 1662    | 7e       | 249      | 9e      | 182     | 1re    | 586    | 3e     | 485    | 2e      | 160     |
| 2007             | 2007             | 5e      | 885     | 4e       | 293      | 6e      | 202     | 13e    | 152    | 12e    | 188    | -       | -       |
| 2008             | 2008             | 6e      | 973     | 4e       | 331      | 7e      | 246     | 15e    | 118    | 15e    | 118    | 3e      | 160     |
| 2009             | 2009             | 3e      | 1059    | 7e       | 220      | 4e      | 251     | 16e    | 140    | 10e    | 243    | 1re     | 205     |
| 2010             | 2010             | 3e      | 1047    | 3e       | 385      | 7e      | 221     | 10e    | 179    | 16e    | 112    | 2e      | 150     |
| 2011             | 2011             | 8e      | 656     | 5e       | 295      | 5e      | 182     | 25e    | 52     | 37e    | 27     | 6e      | 100     |
| 2012             | 2012             | 32e     | 260     | 28e      | 55       | 21e     | 108     | 39e    | 27     | -      | -      | 9e      | 55      |

#### Détail des victoires
| Saison / Épreuve | Descente               | Super G           | Géant                                    | Slalom                                                      | Combiné       | Total |
| 1999             | –                      | –                 | –                                        | Mammoth Mountain                                            | –             | 1     |
| 2002             | –                      | –                 | –                                        | Sestrières Lienz Maribor (x2)                               | –             | 4     |
| 2003             | –                      | –                 | Cortina d'Ampezzo Maribor Åre            | Aspen Maribor Sestrières                                    | –             | 6     |
| 2004             | –                      | –                 | Park City Maribor Zwiesel Åre Sestrières | Park City Madonna di Campiglio Lienz Megève Maribor Zwiesel | –             | 11    |
| 2005             | San Sicario            | San Sicario       | Sölden                                   | Maribor                                                     | –             | 4     |
| 2006             | Bad Kleinkirchheim Åre | Cortina d'Ampezzo | Lienz Ofterschwang                       | Aspen Špindlerův Mlýn Levi                                  | –             | 8     |
| 2007             | –                      | Lenzerheide       | –                                        | –                                                           | –             | 1     |
| 2008             | Saint-Moritz           | Saint-Moritz      | –                                        | –                                                           | Crans-Montana | 3     |
| 2009             | Altenmarkt-Zauchensee  | –                 | –                                        | –                                                           | Saint-Moritz  | 2     |
| 2010             | –                      | –                 | –                                        | –                                                           | Saint-Moritz  | 1     |
| 2011             | Tarvisio               | –                 | –                                        | –                                                           | –             | 1     |
| Total            | 6                      | 4                 | 11                                       | 18                                                          | 3             | 42    |

#### Performances générales
Anja Pärson compte quarante-deux victoires en Coupe du monde. Entre mars 1998 et mars 2012, Pärson a pris part à 380 épreuves de Coupe du monde, montant sur 95 podiums et en atteignant le top 10 à 196 reprises. Elle a inscrit des points à 284 reprises.
| Résultat  | Descente | Super G | Géant | Slalom | Combiné | City Event | Total |
| 1re place | 6        | 4       | 11    | 18     | 3       | 0          | 42    |
| 2e place  | 3        | 4       | 11    | 9      | 3       | 0          | 30    |
| 3e place  | 6        | 2       | 6     | 7      | 2       | 0          | 23    |
| Top 10    | 34       | 30      | 57    | 59     | 15      | 1          | 196   |
| Points    | 47       | 54      | 89    | 78     | 15      | 1          | 284   |
| Autres    | 18       | 19      | 22    | 34     | 4       | 0          | 97    |
| Départs   | 65       | 73      | 111   | 112    | 19      | 1          | 381   |